# Чебишев В'ячеслав Олексійович
В'ячесла́в Олексі́йович Чебишев (нар. 20 травня 1953, Олександрія) — український гірничий інженер, журналіст, засновник та головний редактор газети «Наш край» (Олександрія), публіцист, поет, спортивний коментатор, заслужений працівник фізичної культури і спорту України, заслужений тренер України, майстер спорту та національний суддя зі спорту (мотоспорт), засновник та власник Спортивного клубу «Європа-крос», проектувальник та будівельник спортивних трас. Він організатор змагань з мотокросу, кантрі-кросу, класичного автокросу і гонок на виживання, ветеран і історик мотоспорту та автоспорту України, один з засновників та голова громадської організації «Небайдужі олександрійці», керівник прес-центру Професіонального футбольного клубу «УкрАгроКом», занесений до міського видання «Видатні олександрійці», має статус «Ветеран праці».

## Біографія
Народився 20 травня 1953 року в місті Олександрії Кіровоградської області, Україна.
З 1960 року по 1970 рік навчався у місцевій середній школі № 15.
З 1970 року по 1975 рік навчався у Дніпропетровському гірничому інституті ім. Артема за спеціальністю: «Технологія і комплексна механізація підземної розробки родовищ корисних копалин». Рішенням Державної екзаменаційної комісії йому присвоєно кваліфікацію гірничого інженера.
Після закінчення ВУЗу за розподілом був направлений на роботу у Донбас у комбінат «Донбасантрацит» в місто Красний Луч Ворошиловградської області.
Цим комбінатом В. О. Чебишев був направлений в місто Ровеньки у шахтоуправління ім. М.Фрунзе, де розпочав свою трудову діяльність як гірничий майстер вугледобувної дільниці № 3 шахти № 3-80, що входила до шахтоуправління (як й шахта № 31-32).
У Донбасі В'ячеслав Чебишев жив та працював з жовтня 1975 року по листопад 1986 року, пройшовши шлях від гірничого майстра до заступника директора шахти з виробництва (шахта імені В. В. Вахрушева виробничого об'єднання «Ровенькиантрацит»). В зазначений період він також працював викладачем спецдисциплін Ровеньківського гірничого технікуму, начальником навчального пункту навчально-курсового комбінату Донбаського виробничого об'єднання по видобутку антрациту «Донбасантрацит», командиром взводу 5-го воєнізованого гірничорятувального загону (ВГРЗ).
В рідне місто Олександрію В'ячеслав Олексійович Чебишев повернувся у листопаді 1986 року. Працював на шахті ім. Ленінського комсомолу, в Олександрійському міському комітеті ДТСААФ.
В жовтні 1992 року він заснував приватний професіональний багатопрофільний Спортивний клуб «Європа-крос».
В жовтні 2005 року заснував газету «Наш край».
З 1 червня 2011 року за пропозицією Кузьменка Сергія Анатолійовича, на той час почесного президента Професіонального футбольного клубу «УкрАгроКом», голови Олександрійської районної державної адміністрації, В. О. Чебишев очолив прес-центр ПФК «УкрАгроКом», ставши першим у історії цього професіонального клубу керівником прес-центру. Після футбольного сезону 2013/2014 перейшов працювати фахівцем зі зв'язків з громадськістю та пресою у ФК «Олександрія», що виник після об'єднання ПФК «УкрАгроКом» та ПФК «Олександрія».

## Журналіст
Перша публікація В'ячеслава Чебишева була у ровеньківській російськомовній газеті рос. «Вперёд» від 12 квітня 1977 року. Замітка називалася рос. «Будни практики», де автор розказував про проходження практики учнями Ровеньківського гірничого технікуму на шахті ім. ХХІІІ з'їзду КПРС.

### Публікувався в наступних виданнях
Газети:
рос. «Путь шахтёра», «Трибуна шахтаря», рос. «Вперёд», рос. «Знамя шахтёра», «Краматорская правда», «Макеевский рабочий», «Фрунзевец», «Перекоп», «Сільський вісник», «Ленінський прапор», «Вільне слово», рос. «Площадь свободы», «Городской курьер», «Олександрійський тиждень», «Олександрійські відомості», «Наш край», рос. «Вечерний Киев», «Ворошиловградская правда», «Кіровоградська правда», «Народне слово», «Молодий комунар», рос. «Советский милиционер», рос. «Рабочая газета», «Комсомольское знамя», «Патріот Батьківщини», «Гарт», рос. «Советский патриот», «Красная звезда».
Журнали:
рос. «Мир моторов», «Сигнал», «Уголь Украины», «Трезвость и культура», «За рулём», «Рабоче-крестьянский корреспондент», «Советский шахтёр».

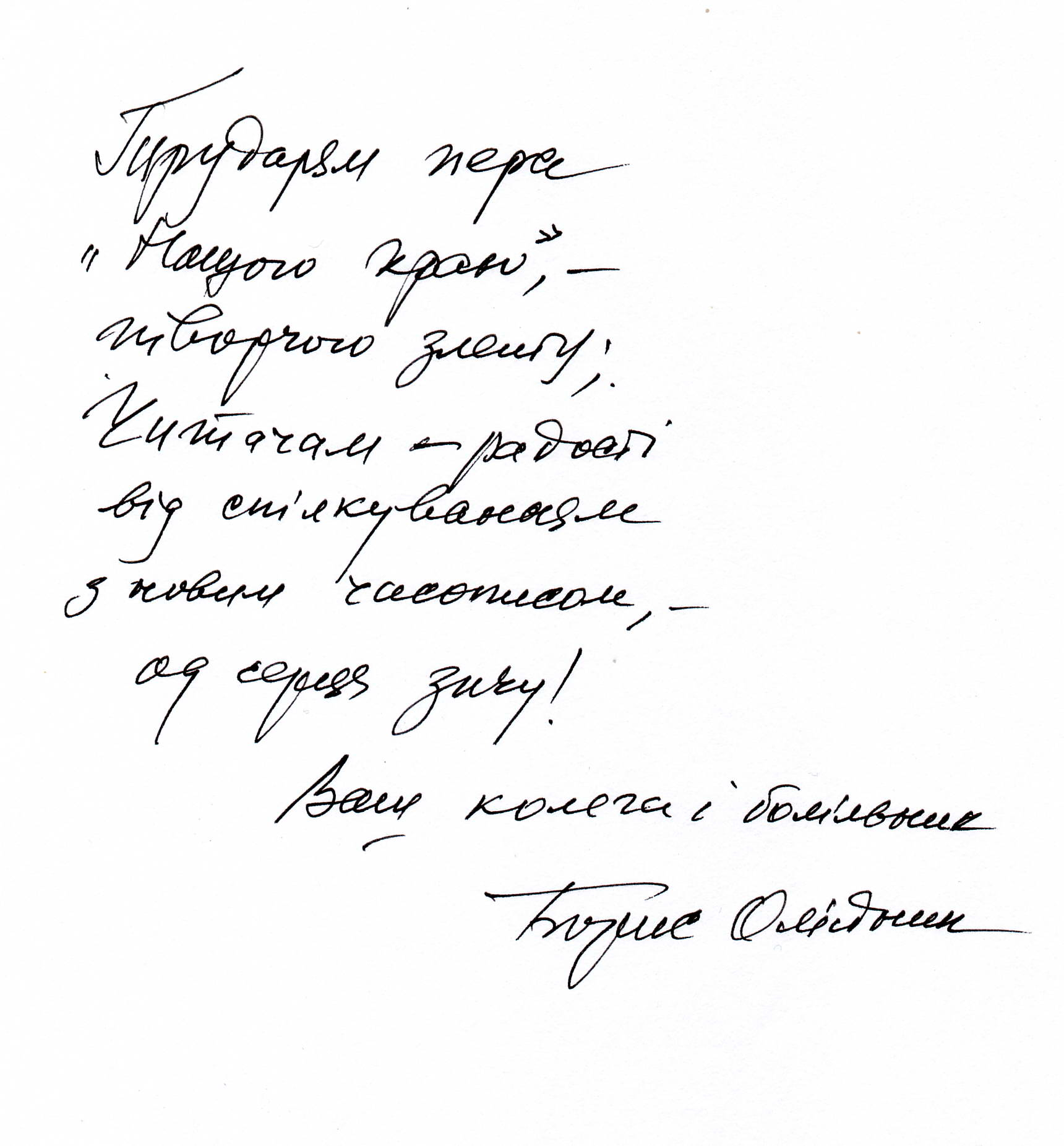
Вітання Бориса Олійника газетярам «Нашого краю»

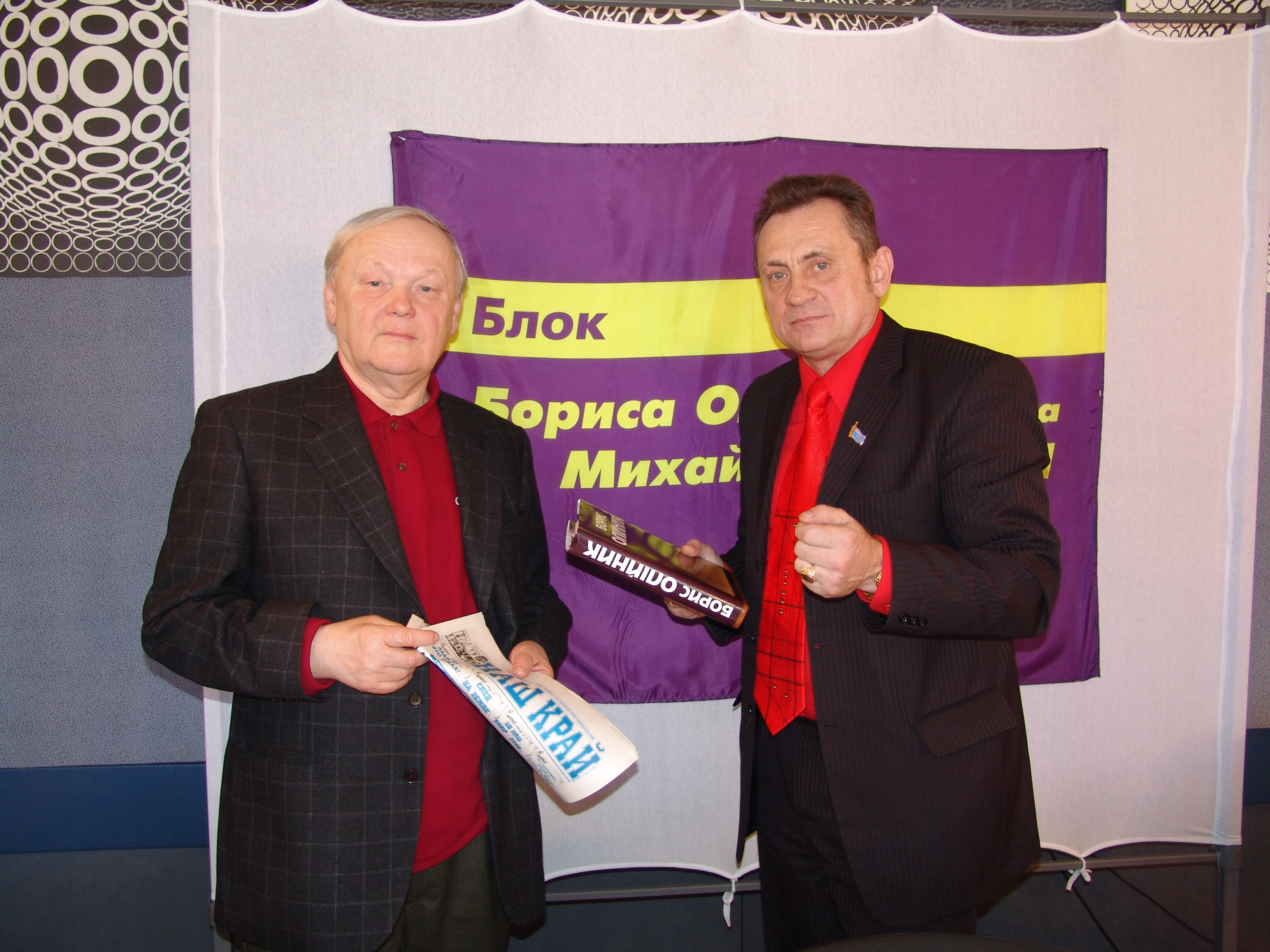
Олійник Борис Ілліч та Чебишев В'ячеслав Олексійович. Олександрія, 22 березня 2006 року

В'ячеслав Чебишев − засновник, видавець та головний редактор газети «Наш край».
В'ячеслав Чебишев — єдиний український журналіст, який протягом більше сорока років системно пише про мотоспорт.
Він — член Національної спілки журналістів України, член Асоціації спортивних журналістів України, кореспондент англ. Worldwide Ukrainian Sports Agency.
Напередодні Дня журналіста України, під час зібрання журналістів у червні 2015 року, В'ячеслав Чебишев запропонував заснувати журналістсько-краєзнавчу відзнаку імені Анатолія Кохана — відомого в Олександрії журналіста та краєзнавця, а вже у грудні 2015 року він, під час загальних зборів Олександрійської територіальної організації Національного союзу журналістів України, продемонстрував прототип цієї нагороди зі скла у вигляді пера авторучки. Автором ідеї цієї нагороди є В'ячеслав Чебишев. Напередодні Дня журналіста України у 2020 році такою відзнакою був нагороджений В'ячеслав Чебишев.

## Поет та публіцист

### Поет
На поетичному сайті В'ячеслав Чебишев 3 лютого 2009 року відкрив сторінку, на якій розміщено його вірші.
Вірші він пише російською мовою. Свій перший вірш рос. «Мотокросс» В. О. Чебишев опублікував у газеті «Ленінський прапор» від 11 квітня 1987 року.
В журналі рос. «Рабоче-крестьянский корреспондент», у травневому номері (№ 5) за 1991 рік, опублікована добірка віршів. До неї увійшли: рос. «Осень 44-го года», «Желания», «Бег», «Моя вина».
Вірші рос. «Нарушу обычай», «Бег» увійшли до колективного збірника поезії рос. «Мансарда» (редактор С.Б.Машель), що виданий в Санкт-Петербурзі (рос. в МГП «Офсет») у червні 1992 року.
Збірник віршів автора рос. «Мысли вслух» виданий у 1996 році в Кропивницькому.
Друге, доповнене, видання ліричного збірника рос. «Мысли вслух» вийшло у 2003 році в Кропивницькому.
У 2013 році вийшла з друку книга В'ячеслава Чебишева (до його 60-річчя) російською мовою рос. «…не поле перейти». Вона складається з двох частин — поезія і фотографії.
Тематика поетичної творчості автора вельми різноманітна — від любовної лірики і римованих рядків про Париж до дитячих та жартівливих віршів.
З використанням віршів В. О. Чебишева створено декілька плейкастів.

### Публіцист
На сайті прози В'ячеслав Чебишев 4 травня 2009 року відкрив сторінку, де розмістив деякі свої твори.

### Літературні конкурси
- 1985 рік − Перша премія у літературному конкурсі газети «Патріот Батьківщини» за твір «Одержимість», надрукований 1 грудня 1985 року.
- 1986 рік − Третя премія у літературному конкурсі газети «Патріот Батьківщини» за твір «Жанна Легонько — начальник клубу», надрукований 5 жовтня 1986 року.
- 1989 рік − «Золоте перо» газети «Ленінський прапор».
- 1990 рік − «Золоте перо» газети «Ленінський прапор».
- 1990 рік − Лауреат щорічного Всесоюзного літературного конкурсу ім. Марії Ульянової за публіцистичну роботу рос. «Горек плод у сладкой лжи, или Что видно из забоя» (журнал  «Рабоче-крестьянский корреспондент» № 9 за 1990 год)[17][18].

Щорічна Всесоюзна літературна премія ім. Марії Ульянової присуджувалася десяти найкращим авторам Радянського Союзу. Їх визначало компетентне журі, до складу якого входили відомі в СРСР журналісти, поети та письменники. Рішення журі набувало чинності лише після його затвердження Президією Правління Спілки журналістів СРСР. Ці автори не мали спеціальної літературної освіти, але їх матеріали системно публікували всесоюзні видання. Журнал рос. «Рабоче-крестьянский корреспондент», який видавався за ініціативи Марії Іллівни Ульянової з січня 1924 року (по грудень 1991 року) та газета рос. «Правда» на своїх шпальтах друкували імена десяти лауреатів цієї щорічної Всесоюзної літературної премії. За всю історію Кіровоградської області В. О. Чебишев став першим та єдиним лауреатом премії ім. Марії Ульянової.

## Спортивний коментатор
Перший спортивний репортаж, як коментатор, В. О. Чебишев провів у середині 80-х років ХХ століття, живучи в Донбасі.
В. О. Чебишев коментував чемпіонати УРСР і незалежної України, СРСР, Збройних Сил Радянського Союзу, Спартакіади УРСР, Спартакіади народів СРСР, престижні Всесоюзні змагання з мотокросу в різних містах Радянського Союзу, а також чемпіонати Європи та світу з мотокросу (в Чернівцях). Коментував він змагання з класичного автокросу та гонки на виживання різного рангу.

## Мотоспорт і автоспорт
Мотоспортом В'ячеслав Чебишев почав займатися з липня 1967 року в Олександрії.
Перший тренер − олександрієць Лагутін Анатолій Мефодійович (тренував з 1967 року по 1970 рік). Його також тренували заслужені тренери УРСР: Чорний Леонід Миколайович, Кіровоград (з 1968 по 1970); Мунштуков Володимир Миколайович, Дніпропетровськ (з 1970 по 1975); Братковський Леонід Юхимович, Київ (з 1970 по 1975).
Живучи в Донбасі, В. О. Чебишев займався виключно мотокросом. Коли у листопаді 1986 року він повернувся до Олександрії, то відновив заняття іншими дисциплінами мотоспорту − шосейно-кільцевими гонками (ШКГ) і мотогонками на іподромі, які здавна культивувалися в місті і якими він займався на початку своєї спортивної кар'єри. З цього ж часу він бере під опіку олександрійську Спортивну автомототрасу «Вербова Лоза». За підтримки місцевої влади та спонсорів, В. О. Чебишев проводить її повну реконструкцію, адаптувавши до сучасних умов мотоциклетного і автомобільного кросу, змагання з яких традиційно проводяться в місті Олександрії за його участю, як організатора і коментатора.
Під час заїзду чемпіонату УРСР з шосейно-кільцевих гонок на трасі спортивного комплексу «Чайка» в Києві 14 травня 1987 року В'ячеслав Чебишев отримав серйозну травму хребта. Після року лікування і реабілітації він відмовився від третьої групи інвалідності і продовжив свою спортивну кар'єру. Після травми В'ячеслав Чебишев брав участь (з дозволу лікарів) у шосейно-кільцевіх та іподромних мотогонках. 
Під час перебудови у СРСР В'ячеслав Чебишев активно займався питанням госпрозрахунку у мотоспорті УРСР та Радянського Союзу.
Перші офіційні змагання, в яких взяв участь В'ячеслав Чебишев − це чемпіонат УРСР з іподромних мотогонок у Києві 30-31 серпня 1969 року, де він завоював бронзову медаль в класі 125 см³ серед юнаків.

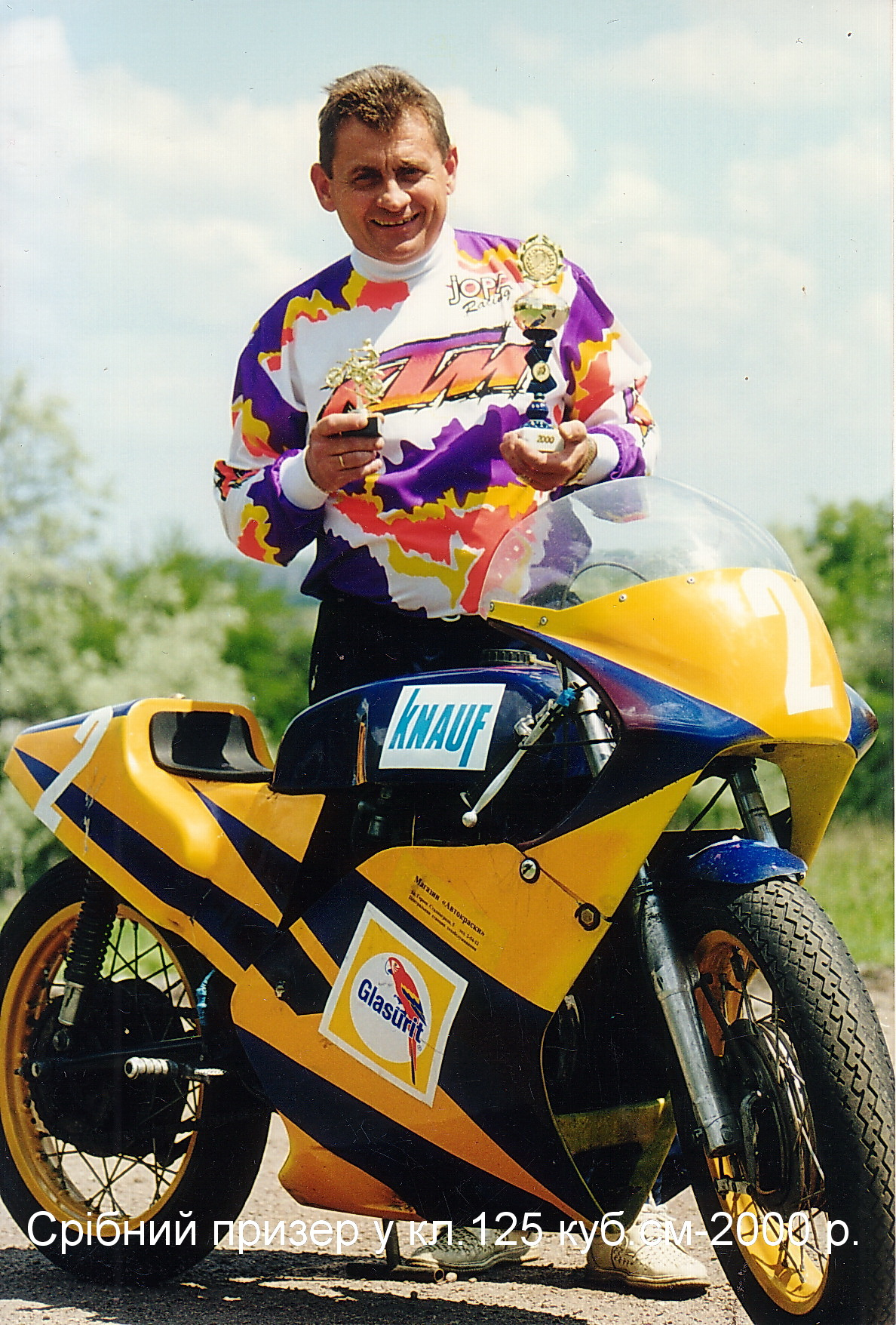
В'ячеслав Чебишев - срібний призер у класі 125 куб.см 2000 року

Остання в його спортивній кар'єрі гонка — другий етап чемпіонату України з ШКГ в Харкові на трасі автодрому, що поруч з аеропортом, у червні 2000 року. Тут він посів друге місце на етапі і загальне друге місце в чемпіонаті України в класі 125 см³ та виконав норматив: «Майстер спорту України».
Тренерською роботою він почав займатися у 1983 році. Живучи в Ровеньках і активно займаючись спортом, він почав тренувати місцеву команду мотокросменів.
Як тренер, найбільш повно розкрився з моменту заснування ним у 1992 році приватного багатопрофільного професіонального Спортивного клубу «Європа-крос».
Разом зі своєю командою В'ячеслав Чебишев багато разів виїжджав на престижні мотокроси в різні країни Європи.
У 2003 році йому вручили Почесний знак Товариства сприяння обороні України та присвоїли почесне спортивне звання «Заслужений тренер України».

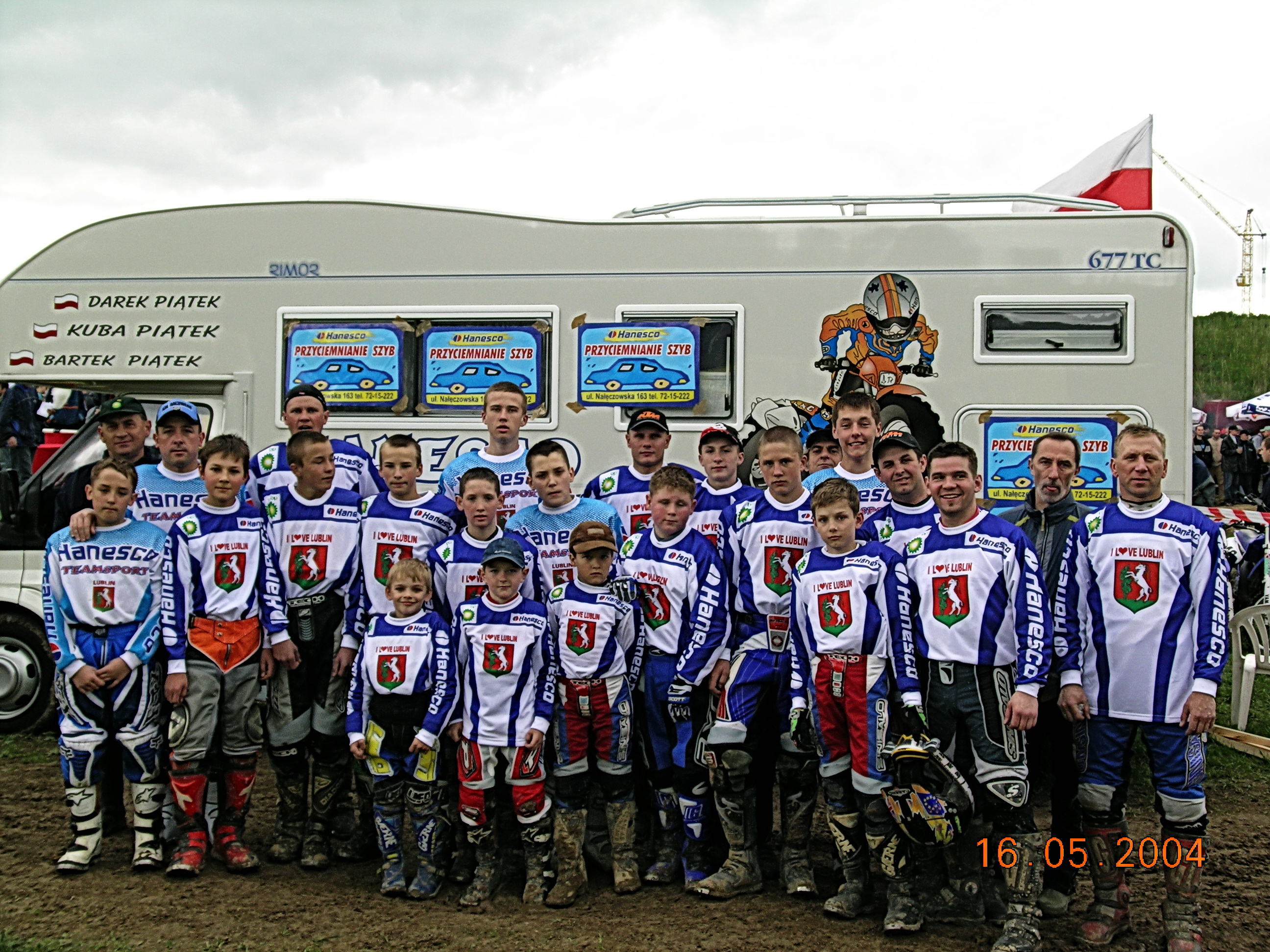
В'ячеслав Чебишев (крайній ліворуч) з польськими спортсменами, яких він тренував

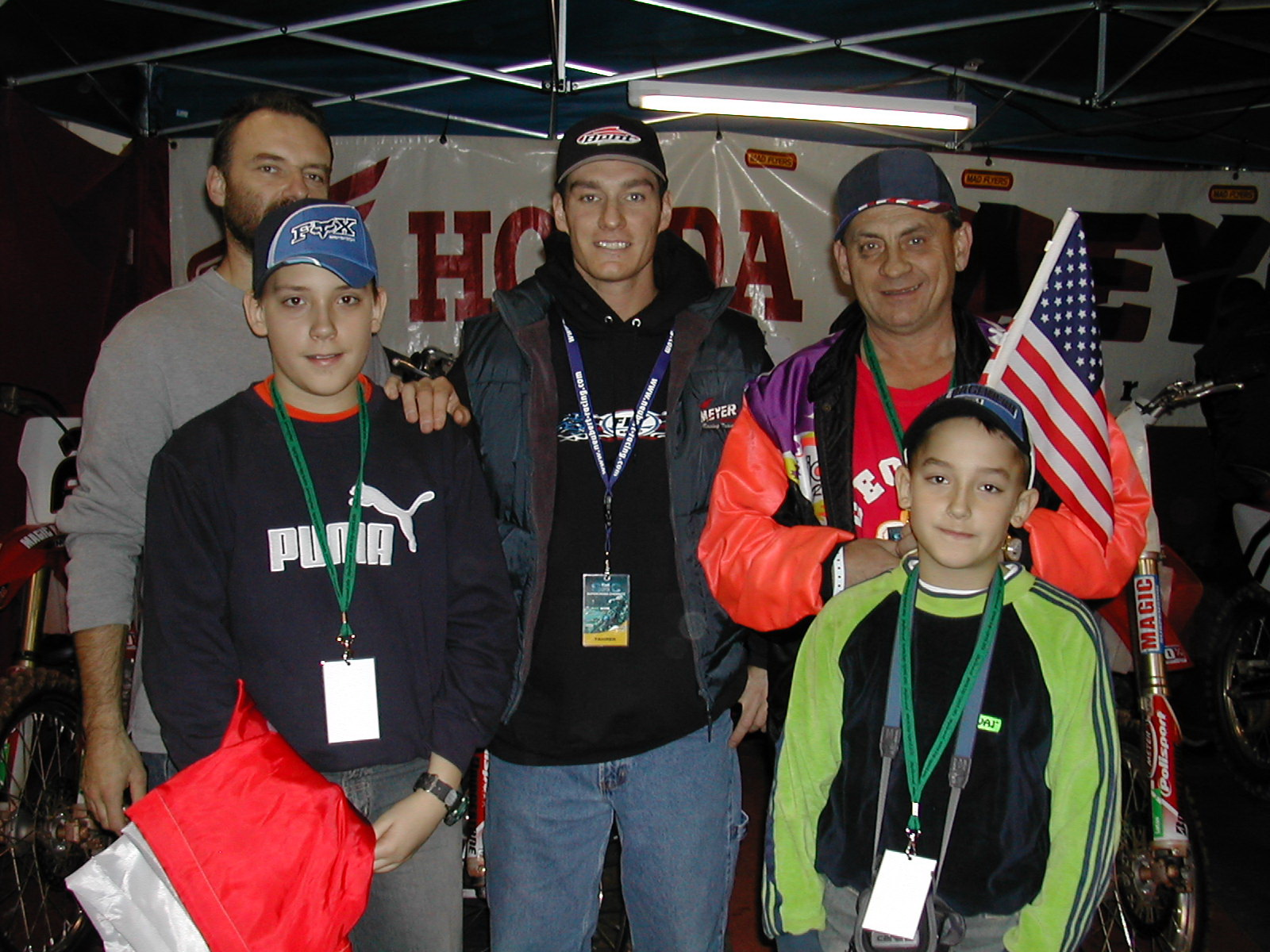
Перший ряд: брати Jakub (Kuba) Piątek та Bartosz (Bartek) Piątek.
Другий ряд: бізнесмен та перекладач англійської мови Tomasz (Tomek) Skorzyński, відомий американський мотокросмен Damien Plotts та В'ячеслав Чебишев. Суперкрос, Deutschland, Chemnitz, 22-23.11.2003

У 2003, 2004, 2005 роках В. О. Чебишев працював (на запрошення польської сторони) тренером з мотоспорту у Польщі (місто Люблін). пол. Klub Motorowy CROSS, англ. Hanesco racing team − перша в Польщі професійна команда з мотокросу − спортивні колективи, які тренував український тренер. З 2003 року він тренував й національну збірну команду цієї країни (пол. kadra narodowa) з мотокросу, виїжджаючи з нею на чемпіонати Європи.
У 2006 році в Польщі вийшла документальна книга пол. «Klub Motorowy CROSS. 10 lat», в якій розказано про роботу тренера з України В'ячеслава Чебишева у Польщі.
Польський вихованець тренера пана Чебишева пол. Jakub (Kuba) Piątek у 2014 році став чемпіоном світу серед юніорів у FIM Junior Cross-Country Rallies.
У 2015 році він повторив свій успіх і знову став чемпіоном світу серед юніорів у FIM Junior Cross-Country Rallies.
Паралельно з мотоспортом, В'ячеслав Чебишев, як тренер-представник збірної команди Кіровоградської області з автокросу, багато років поспіль брав участь у великій кількості найпрестижніших в УРСР та Радянському Союзі автокросах. Наприкінці 80-х років ХХ століття ця команда ставала призером Всесоюзних автокросів − на призи газети рос. «Труд» (1989 рік), популярного журналу рос. «Техника-Молодёжи» (1989 рік) та інших престижних гонок.
В. О. Чебишев разом зі своїм товаришем М. Г. Голубом 21 вересня 1996 року на Спортивній трасі «Завадівка» в Кіровограді вперше в історії України провели гонки на виживання, які коментував В. О. Чебишев. Михайло Генріхович Голуб та В'ячеслав Олексійович Чебишев є родоначальниками гонок на виживання в Україні.
В'ячеслав Олексійович Чебишев − ветеран і історик мотоспорту та автоспорту Україні.

## Громадська діяльність
З групою товаришів-однодумців В'ячеслав Чебишев заснував міську громадську організацію «Небайдужі олександрійці», яка протистоїть місцевій владі, будучи конструктивною опозиційною силою. На загальних зборах його обрали головою цієї організації. Дата реєстрації організації в місцевих органах влади − 20 жовтня 2006 року.
Протягом багатьох років В'ячеслав Олексійович Чебишев займається проблемою парків Олександрії, а саме: збереження їх як рекреаційних зон, підтримання парків міста у належному стані.
В активі громадської організації пікетування будівлі Кіровоградської обласної державної адміністрації в день приїзду до Кіровограда Президента України Віктора Ющенка
10 червня 2008 року. У пікеті взяли участь 34 активісти організації з Олександрії. Метою акції було (цитата): «Привернути увагу керівництва міста та держави на протест жителів Олександрії проти будівництва в 7 км від міста в мальовничому куточку біля Лекарівського лісу екологічно небезпечного сміттєпереробного заводу з величезною річною продуктивністю 120 000 т побутових та промислових відходів». Всі вимоги учасників пікету були виконані. З ними зустрілися керівники області. Було запрошено обласне телебачення (репортаж про цю подію був показаний увечері 10 червня 2008 року на обласному телевізійному каналі). Їхні письмові вимоги були передані Президенту Україну Віктору Ющенку. Незабаром була отримана відповідь з Секретаріату Президента України, в якому говорилося, що думка городян врахована, і рішення про будівництво заводу прийнято не буде.
У 2007 році ГО «Небайдужі олександрійці» вдалося домогтися повернення грошей жителям дванадцяти малоповерхових будинків (вулиць Семашка, 50 років Жовтня, Садова), які незаконно утримало комунальне підприємство «Теплокомуненерго» за свої послуги, шляхом значного завищення їх вартості.
ГО «Небайдужі олександрійці» та Спортивний клуб «Європа-крос» за ініціативи Чебишева В'ячеслава Олексійовича у 2009 році висунули кандидатом на присвоєння звання «Почесний громадянин Олександрії» Моцного Василя Кузьмовича. Цю ініціативу підтримали багато колективів міста (всього 33 організації) і у травні 2009 року Моцному Василю Кузьмовичу було присвоєно це почесне звання.
Завдяки активності громадської організації «Небайдужі олександрійці», керівництво міста дозволило жителям малоповерхових (одноповерхових та двоповерхових) будинків Олександрії встановлювати автономне (індивідуальне) опалення, що раніше суворо заборонялося.

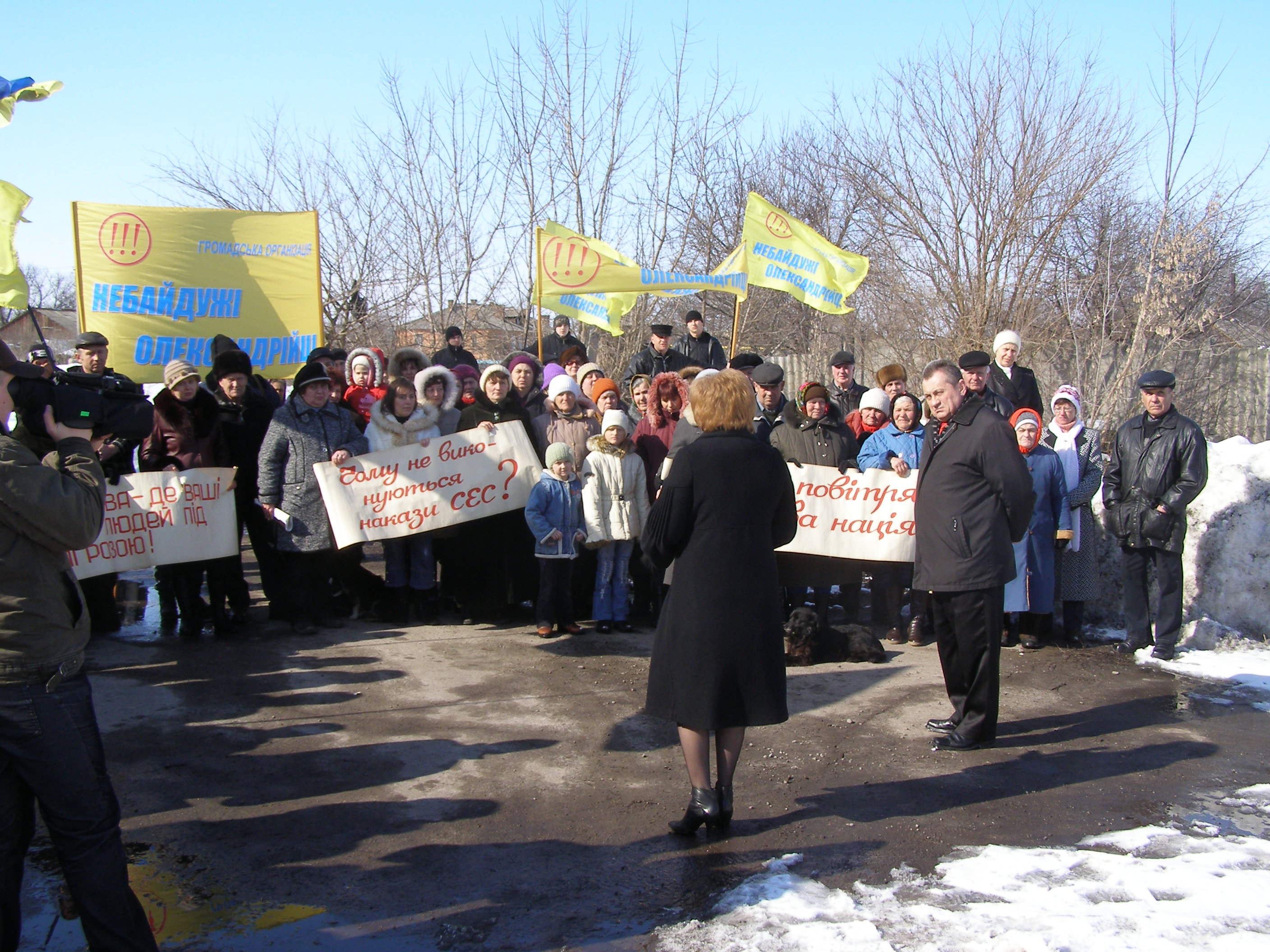
Акція ГО «Небайдужі олександрійці». Марто-Іванівка, 16 березня 2010 року

У березні 2010 року громадською організацією «Небайдужі олександрійці», спільно з жителями Марто-Іванівки, із залученням міської прокуратури та санітарно-епідеміологічної служби, була зупинена діяльність екологічно небезпечного і нелегально працюючого заводу ТОВ «УкрЕнергоПродукт» з випуску деревинно-вугільних брикетів.
Ця громадська організація бере активну участь у громадських слуханнях, з метою захисту інтересів городян, оперативно та адекватно реагує на різні ситуації в житті Олександрії.

## Закінчення
У 2012 році створений В. О. Чебишевим Спортивний клуб «Європа-крос» відзначив своє 20-річчя, а він відзначив 45-річчя занять мотоспортом і 35-річчя своєї журналістської діяльності.
У 2013 році В'ячеславу Олексійовичу Чебишеву виповнилося шістдесят років.
Восени 2017 року та весною 2018 року Спортивний клуб «Європа-крос», за ініціативи на той час президента Юрія Гугленка, провів масштабну відбудову траси мотокросу під керівництвом В'ячеслава Чебишева. Після багаторічної перерви, 19 та 20 травня 2018 року на трасі «Вербова Лоза» були проведені змагання з мотокросу. Це був другий етап чемпіонату України, що присвячувався 65-річчю В'ячеслава Чебишева. Ця гонка мала схвальні відгуки мотокросменів, керівництва Федерації мотоспорту України (ФМСУ), суддів, глядачів та засобів масової інформації.

## Державні нагороди
- Заслужений працівник фізичної культури і спорту України (2018)[33]

## Спеціальні звання та нагороди
- Почесне спортивне звання «Заслужений тренер України» (2003).
- Нагороджений нагрудним знаком «Почесний знак Товариства сприяння обороні України» (2003).
- Спортивне звання «Майстер спорту України» (2001).
- Спортивне звання «Національний суддя зі спорту» (2001).
- Нагороджений нагрудним знаком «Почесний донор СРСР» (1991).
- Нагороджений нагрудним знаком «Почесний донор Товариства Червоного Хреста УРСР» (1990).

## Видані книги
- рос. Мысли вслух: Поэтический сборник 1985–1996 / В.А.Чебышев.− Кировоград : 1996. − 71 с.
- рос. Мысли вслух: Поэтический сборник 1985–1996, 2000, 2003.−2.изд., доп. / В.А.Чебышев.− Кировоград: 2003. − 74 с.

- рос. …не поле перейти: Поэзия, фотографии / В.А.Чебышев.− Александрия: 2013.− 196 с [34].

- рос. Притягательная сила Берёзовки: Издание для любителей истории и поэзии / В.А.Чебышев. – Александрия: 2021. – 117 с [35][36].

- рос. История мотоспорта Александрии в фотографиях: Хроникально-документальное издание / В.А Чебышев. – Александрия: 2021. – 256 с [37].

- Спортивній трасі «Завадівка» 60 років: Історичне дослідження / В.А Чебишев. – Олександрія: 2021. – 74 с  [38][39].

- рос. Мотоспорт – моя жизнь!: Воспоминания. Хроникально-документальное издание / В.А Чебышев. – Александрия: 2023. – 103 с

Всі книги В'ячеслава Чебишева є у фондах Національної бібліотеки України ім. В. І. Вернадського у Києві .